# كارول وول
كارول وول هي ناشِطة كندية، ولدت في 1953.